# جون د. بينيت
جون د. بينيت (بالإنجليزية: John D. Bennett)‏ هو قاضي ومحامي وسياسي أمريكي، ولد في 21 يونيو 1911 في روكفيل سنتر في الولايات المتحدة، وتوفي في 1 فبراير 2005 في الولايات المتحدة. حزبياً، نشط في الحزب الجمهوري. وقد انتخب عضو جمعية ولاية نيويورك وانتخب عضو مجلس ولاية نيويورك.